# Final Fantasy: Unlimited
Final Fantasy: Unlimited (～ファイナルファンタジー:アンリミテッド～?, ~Fainaru Fantajī: Anrimiteddo~) è una serie anime ispirata dal videogioco JRPG Final Fantasy, da cui prende buona parte dei personaggi più famosi, come i Chocobo, i Moguri e Cid.
In Final Fantasy: Unlimited è stato utilizzato uno stile di disegno che mescola sapientemente disegni a matita e computer grafica.
È stato esportato sia in Nord America ed in Gran Bretagna dalla ADV Films, suddiviso in 7 volumi in formato DVD.
In seguito, nel 2003, è stata pubblicata la colonna sonora. La storia di Final Fantasy: Unlimited non si conclude con il finire dell'anime: per rimediare a ciò, la storia è proseguita grazie ad altri tipi di media.

## Analisi
Final Fantasy: Unlimited incorpora numerosi aspetti della saga videoludica. Gli aspetti in maggior risalto sono senza dubbio le Summon, evocate grazie alla combinazione di tre proiettili magici usati dal protagonista, Kaze, per caricare la sua Pistola Soil. Le Summon ad essere invocate sono per la maggior parte realmente esistenti in Final Fantasy, ma ve ne sono anche alcune inventate per variare.
Come per i videogiochi, anche in Final Fantasy Unlimited i protagonisti devono esplorare un mondo magico grazie all'aiuto di un veicolo unico nel suo genere. In questo caso ad essere utilizzata è la Locomotiva Fantasma che, ogni luna piena alle 0.13.13, ferma davanti ad una stazione nel mondo umano. Oltre al treno fantasma, chiamato Elizabeth, ad essere usati saranno anche il sottomarino Jane e la Nave volante Silvya: questi tre raffigurano i classici mezzi di trasporto avanzati nella saga Final Fantasy.

## Personaggi

### Protagonisti
Ai Hayakawa (アイ・ハヤカワ?)
Doppiata da: Haruko Momoi
Figlia dodicenne degli scienziati Hayakawa, assieme al suo fratello minore Yu prende il Treno Fantasma Elizabeth per ritrovare i genitori scomparsi. È una bimba molto ottimista e pimpante, a volte un po' scorbutica. Ad Ai piacciono molto gli oggetti "dolci e paurosi", come li definisce lei: Pochepoket, il magico contieni-tutto che le regala Fabra la narratrice, diviene per lei l'oggetto più prezioso in tutto il viaggio.
Yu Hayakawa (ユウ・ハヤカワ?, Yū Hayakawa)
Doppiato da: Yuka Imai
Fratello minore di AI. È sempre sicuro di riuscire a risolvere le situazioni al meglio possibile senza mostrarsi pavido, persino davanti a Kaze (al contrario, molto pauroso). Benché cerchi sempre di mostrarsi come un uomo maturo capace di risolvere problemi su problemi, Yu non riesce a resistere alla tenerezza degli animali, diventando grande amico di Chobi, un chocobo incontrato in una foresta durante il viaggio. Grazie all'uso di una penna magica usata come copricapo, è capace di comprendere ciò che vuole intendere Chobi.
Lisa Pacifist (リサ・パツィフィースト?, Risa Patsifīsuto)
Doppiata da: Kyōko Hikami
Lisa è una ragazza di 22 anni che Ai e Yu incontranno nella Locomotiva Fantasma. Lisa, sentendo i racconti dei due bambini, decide di aiutarli nella ricerca dei genitori. Lisa ha imparato da piccola l'uso del Kigen-jutsu, una tecnica in grado di manipolare tutto ciò che ha creato la natura; grazie a questa abilità, Lisa difende Ai e Yu dai nemici del Mondo Esterno. All'inizio Ai diffida di lei, pensando che voglia trarli in inganno, ma poi con il tempo si rende conto che Lisa è una persona benevola, pensando che sia alla ricerca di un presunto fidanzato, benché le sue intenzioni rimangano oscure.
Kaze (風?)
Doppiato da: Nobutoshi Canna
Conosciuto dai nemici come "Vento Nero", quest'uomo stoico e sempre tranquillo girovaga per il mondo uccidendo mostri grazie alla sua "Magun", evocando Summon grazie alla Soil, l'energia ricavata da una sabbia magica. A causa di un probabile incidente ha perso la memoria ed ora è alla ricerca del suo passato. Si sa soltanto che in passato combatté contro Kumo, il "Cavaliere Oscuro", con il quale sembra sia ancora intenzionato a regolare i conti.
Lu Lupus (ルー・ルプス?, Rū Rupusu)
Doppiata da: Midori Kawana
Lu è una ragazzina dai capelli blu il cui mondo è stato distrutto da Omega, un mostro si nutre dei mondi da lui distrutti. Incontra casualmente Ai, Yu e Lisa sul Treno Fantasma; appena vede Kaze, subito se ne innamora, cercando di flirtare ― inutilmente ― con lui. All'inizio è timorosa nei confronti verso il gruppo, perché certa la sua trasformazione in lupo mannaro la farebbe odiare, tuttavia, rendendosi conto che ciò non turba nessuno, successivamente si sente più tranquilla.
Si sacrifica per salvare il gruppo da Omega, ma, grazie all'intervento di Kaze, riesce a rimanere in vita.
Chobi (チョビ?)
Doppiato da: Akiko Yajima
Chobi è un Chocobo del Mondo Esterno. Entra subito in amicizia con Yu appena lo incontra in una foresta. Chobi ha la peculiarità di sapere sempre quando il Treno Fantasma sta per partire grazie ad un ciondolo che indossa, avvisando in tempo i personaggi. In seguito Chobi ottiene l'armatura del leggendario Chocobo Ciel, rendendolo capace di volare e molto più forte e resistente. Chobi adora prendere con il becco i capelli di Ai, facendola volare a destra e a sinistra.
Poshepocket (ポシェポケ?, Poshepoke)
Doppiato da: Nobutoshi Canna
Poshepocket è un borsellino vivente del Mondo Esterno dalla forma di una palla pelosa, con al centro una bocca piena di denti affilatissimi, ma non è un essere maligno. Fabra, la narratrice, dona Poshepocket ad Ai nell'episodio 3, unico episodio in cui Fabra compare come personaggio comprimario.
Ha la peculiarità di poter tenere tutto, aiutando molto spesso i protagonisti grazie a questa sua peculiarità. Di tanto in tanto, emette dalla bocca un suono di felicità.

### Aiutanti
Knave (ナーヴ?, Nāvu)
Doppiato da: Yukitoshi Hori
Capo dei Comodeen, i partigiani che combattono il Tiranno. Benché duro con i suoi uomini, ha una mentalità romantica; odia sia i cactus che le rane. Utilizza come armi una gatling gun ed un bazooka.
Cid (シド?, Shido)
Doppiato da: Toshihiko Seki
Membro dei Comodeen, è un genio. Nella sua carriera da ingegnere, ha costruito numerosissimi macchinari nel mondo esterno, tra cui la locomotiva fantasma. Ad ogni sua invenzione da sempre un nome femminile e si preoccupa per loro come se fossero persone. Di fatto, ogni qualvolta un nemico danneggi o distrugga una delle sue invenzioni, in preda ad un sintomo berserk, cerca di "rendere onore" all'amata. Quando non è impegnato con i macchinari e può discutere con qualcuno, usa sempre toni gentili e sereni, anche con la pestifera Ai.
In un episodio viene mutato in una rana e, come la leggenda narra, deve essere baciato da una ragazza vergine per tornare nella forma originale; prova prima con Lisa, ma finisce in un mare di guai, poi riesce nell'intento con Miles.
Miles (ミィレス?, Miresu)
Doppiata da: Hōko Kuwashima
Una ragazza del Comodeen, pelle abbronzata e capelli viola. Ragazza un po' rude, diventa subito amica di Ai, regalandole un vestito. Il suo compito principale è dirigere gli attacchi dei Comodeen. A causa di una maledizione, Cid la bacia per tornare dalla forma di rana a quella umana. Da allora, ogni volta che Cid le rivolge la parola, si sente sempre imbarazzata e felice.
Fungo (ファンゴ?, Fango)
Doppiato da: Hōko Kuwashima
Fungo è pieno di doti speciali: oltre al poter mangiare di tutto, può avvertire il pericolo imminente e comprendere la lingua dei Sambotendan, conosciuti in Final Fantasy più come Kyactus. La prima volta che incontra Ai e Yu, ruba alla prima lo zainetto e se lo mangia; in seguito, quando viene preso, dice che nel suo mondo rubare è normale. Successivamente, conduce i personaggi alla base sotterranea dei Comodeen, rivelando di essere il membro più giovane.

### Antagonisti
Tiranno (タイラント伯爵?, Tairanto-hakushaku)
Doppiato da: Akiko Yajima
Conosciuto anche come Conte, questo bambino è l'antagonista principale della serie. Avido di potere, vuole a tutti i costi diventare una divinità, già reputandosi tale. Non si è mai fermato davanti a niente, ma tutto ciò che ha è solo grazie ai quattro Generali Gaudium. Nonostante il suo aspetto aggraziato, la sua malvagità non ha limite: pur di ottenere potere, lascia morire uno dei suoi Generali, il generale Fungus, sempre stato suo servo fedele. Nonostante mangi di continuo, il Conte non ingrassa né si sazia, poiché riceve energie solo dai sentimenti di terrore ed angoscia dagli esseri viventi.
Osca (オスカー?, Osukā)
Doppiato da: Kōji Ishii
Chiamato anche Oscar, benché sia uno dei Quattro Generali Gaudium e la sua sembri solo un'apparizione secondaria, è il vero antagonista dell'anime. Indossa una maschera che gli copre il viso ed il suo corpo apparentemente sembra un unico pezzo senza né braccia né gambe, seppur sembri riuscire ad unirle internamente grazie ai suoi poteri. Nonostante non sia possibile vedere il suo volto, talvolta i suoi occhi e occhiaie sono resi visibili, rivelando la sua pazzia e una pelle bianca come la neve, rugosa, simile a quella dei morti.
La sua carriera di Generale e da Consigliere del Conte su come nutrire il Caos, entità malvagia che assorbe tutto ciò che gli capita a tiro, è solo una copertura per trarre profitto personale. Osca è un pianificatore che agisce sempre nell'ombra; sin dall'inizio sa tutto su Ai e Yu. Grazie ai suoi poteri, crea la marionetta volante Crux, che gli fa da segnalatrice. Osca, agendo mentalmente sul ciondolo di Chobi, fa sempre in modo che il ciondolo emetta segnali d'avviso prima degli attacchi verso il gruppo. I suoi piani contro i protagonisti falliscono spesso, ed alla fine viene assorbito dal Caos. Essendo però lui Caos stesso, non muore e ritorna indietro formando un nuovo Gaudium, con a capo Soljacti, in Final Fantasy: Unlimited After, un'opera radiofonica esclusiva della radio nipponica.
Fungus (フングス?, Fungusu)
Doppiato da: Daisuke Gōri
Sempre con la sua pipa in bocca, Fungus è uno dei quattro Generali Gaudium, al servizio del Conte. Come evince il nome, Fungus è un essere dall'aspetto di un fungo umanoide. Virtualmente Fungus è invincibile: ogni volta che sfida Kaze e viene sconfitto, risorge sempre; questo perché nel corpo di Fungus c'è il potere del suo mondo: funghi e veleno. La prima volta che Fungus viene sconfitto, diventa una miniatura di 1/10 di se stesso, tornando dopo un po' di tempo alla forma originale.
Quando il Conte richiede i cristalli di Omega, Fungus non riesce a trovarne neppure uno; il Conte, stanco dei fallimenti di Fungus, decide di eliminare lui e ciò che rimane del suo mondo. Il Conte, ordinandogli di eliminare Kaze direttamente nel suo mondo, dove è praticamente immortale, subdolamente pianifica con Osca l'uso di un batterio che, in passato, distrusse quasi tutto il mondo di Fungus. Infatti, durante il combattimento, Fungus, diventato enorme grazie all'ispirazione dei veleni del suo mondo, inizia a rinsecchirsi e cadere in brandelli. Notando che anche quella piccola parte rimasta del suo mondo sta crollando, Fungus inizia a delirare e a soffrire terribilmente. Kaze, non volendolo vedere soffrire, lo uccide e, prima di morire, Fungus lo ringrazia.
Herba (ヘルバ?, Heruba)
Doppiata da: Kana Ueda
Donna dal corpo composto sia da fibre vegetali che da carne, ricorda Poison Ivy; è una dei quattro Generali Gaudium. È la prediletta del Conte e siede sempre al suo fianco, oppure dietro il suo trono. Porta sempre un ombrello con sé ed è accompagnata da un animaletto meccanico chiamato Hug Hug di cui il nome usato al posto di un verbo quando deve commettere qualche malanno ai protagonisti. I suoi poteri derivano dall'uso delle piante, condizionate tramite la sua mente. Al termine della serie, Herba viene assorbita dal Caos ma, aiutata da Osca, riesce a ritornare, diventando in FFU:After la principessa Herba; lì, Herba usa i suoi poteri per nutrire il Caos e cercare, in qualche modo, di far diventare Ai e Yu i dominatori del Caos.
A causa sua, Dolk, il fidanzato di Lisa e una parte del gruppo Comodeen, sono stati sacrificati per la creazione di Soljashy, il primo Generale Gaudium al suo servizio. Alla fine della saga vera e propria, fa aprire, controllando mentalmente Lisa, un portale per il Mondo Esterno.
Pist Shaz XI (ピスト・シャーズ11世?, Pisuto Shāzu Jūissei)
Doppiato da: Takehito Koyasu
Uno dei quattro Generali Gaudium. Malizioso e con carattere da persona importante, è un essere dalla forma di squalo umanoide, formato completamente da acqua e con la bocca sul retro della testa. Noioso, troppo confidenziale e cattivo, Pist è il più intelligente tra i Generali Gaudium. È solito archiviare i dati dei suoi nemici o delle persone che incontra. Guida una specie di decappottabile con una piscina e, molto spesso, lo si sente ridere sguaiatamente. Abita in un castello formato di coralli in fondo al mare e viene chiamato in aiuto dal Conte durante i suoi studi.
Pist, notando la Magun di Kaze, accetta di aiutare il Conte solo per poter studiare al meglio il proprio obiettivo, riuscendo persino a rubargli l'arma, ma fallendo miseramente un tentato attacco. A seguito della morte di Fungus, Pist mette in gioco il suo capolavoro, il Puzzle Oceanico, ossia una dimensione interna alla dimensione dove sono racchiusi tanti pezzi del Mondo Esterno, e vi rinchiude dentro i protagonisti. Entrati in questa dimensione, gli eroi si ritrovano a dover superare le prove loro propinate, altrimenti saranno assorbiti dal Caos; superate le sfide, si confrontano contro Pist. Grazie all'Elenium Blu, Pist è riuscito a riversare i danni delle evocazioni di Kaze contro le riserve della nave dei Comodeen; tuttavia Makenshi, il Guerriero Bianco, interviene e, distruggendo la Summon, salva tutti, costringendo Pist a ritirarsi. In seguito, si vede Pist dinanzi al completamento della fusione di tutti i cristalli Omega; Makenshi lo attacca facendo uscire Mist, il drago bianco, riuscendo anche a distruggere i cristalli e a far svanire i piani del Conte.

## Episodi
| Nº | Giapponese 「Kanji」 - Rōmaji                                         | In onda          | In onda |
| Nº | Giapponese 「Kanji」 - Rōmaji                                         | Giapponese       |         |
| 1  | 「異界 -やみへのたびだち-」 - Ikai: Yami e no Tabidachi               | 2 ottobre 2001   |         |
| 2  | 「魔銃 -くろきかぜのおとこ-」 - Magan: Kuroki Kaze no Otoko           | 9 ottobre 2001   |         |
| 3  | 「果実 -あまいかおりのまち-」 - Kajitsu: Amai Kaori no Machi          | 16 ottobre 2001  |         |
| 4  | 「魔剣士 -しろきエチュード-」 - Makenshi: Shiroki Echūdo              | 23 ottobre 2001  |         |
| 5  | 「シド -ちかすいみゃくのぼうけん-」 - Shido: Chikasuimyaku no Bōsen   | 30 ottobre 2001  |         |
| 6  | 「氣現術 -いのちまもるもの-」 - Kigenjutsu: Inochi Mamorumono         | 5 novembre 2001  |         |
| 7  | 「地下鉄 -じげんトンネルのてき-」 - Chikatetsu: Jigen Tonneru no Teki | 12 novembre 2001 |         |
| 8  | 「ソイル -マガンのしんぞう-」 - Soiru: Magan no Shinzō                | 19 novembre 2001 |         |
| 9  | 「オスカー -おわりなきしごと-」 - Osukā: Owarinaki Shigoto            | 26 novembre 2001 |         |
| 10 | 「屋敷 -サギソウのおもいで-」 - Yashiki: Sagisō no Omoide             | 8 dicembre 2001  |         |
| 11 | 「シエル -チョコボとのわかれ-」 - Shieru: Chokobo to no Wakare        | 15 dicembre 2001 |         |
| 12 | 「フングス -えいえんのいのち-」 - Fungusu: Eien no Inochi             | 22 dicembre 2001 |         |
| 13 | 「メテオ -いまわしききおく-」 - Meteo: Imawashiki Kioku               | 29 dicembre 2001 |         |
| 14 | 「オメガ -さいかいとたびだち-」 - Omega: Saikai to Tabidachi          | 8 gennaio 2002   |         |
| 15 | 「ジェーン -うごきだすうみパズル-」 - Jēn: Ugokidasu Umi Pazuru       | 15 gennaio 2002  |         |
| 16 | 「氣現獣 -えがおのむこうに-」 - Kigenjū: Egao no Mukō ni              | 22 gennaio 2002  |         |
| 17 | 「カエル -ちっちゃなだいぼうけん-」 - Kaeru: Chicchana Daibōken       | 29 gennaio 2002  |         |
| 18 | 「魔道士 -きりとくものたいけつ-」 - Madōshi: Kiri to Kumo no Taiketsu | 5 febbraio 2002  |         |
| 19 | 「アイ -クリアとのであい-」 - Ai: Kuria to no Deai                    | 12 febbraio 2002 |         |
| 20 | 「ユウ -ガウディウムのひみつ-」 - Yū: Gaudiumu no Himitsu             | 19 febbraio 2002 |         |
| 21 | 「サボテン -さまよえるうみ-」 - Saboten: Samayoeru Umi                | 26 febbraio 2002 |         |
| 22 | 「モーグリ -なつかしいおもいで-」 - Mōguri: Natsukashī Omoide         | 5 marzo 2002     |         |
| 23 | 「テロス -とびみずをめざして-」 - Terosu: Tobimizu o Mezashite        | 12 marzo 2002    |         |
| 24 | 「混沌 -はくしゃくのしょうたい-」 - Konton: Hakushaku no Shōtai       | 19 marzo 2002    |         |
| 25 | 「風 -いのちかがやくとき-」 - Kaze: Inochi Kagayaku Toki              | 26 marzo 2002    |         |

## Musiche
Le musiche principali della serie sono le seguenti:
Tema d'apertura:
- "Over the FANTASY  Oltre la FANTASIA"

Lirica di: Yuko Ebine
Composta da: Nobuo Uematsu
Arrangiamento di: Takahiro Ando
Cantata da: Kana Ueda
Tema di chiusura:
- "VIVID  VIVIDO"

Lirica e composizione di: Takashi Genouzono
Arrangiata da: FAIRY MORE & Masao Akashi
Cantata da: Fairy Fore
- "Romancing Train  Treno Romantico"

Lirica da: Motsu
Composta ed arrangiata da: T-Kimura
Cantata da: move
- "Over the FANTASY"  Oltre la FANTASIA : Versione Episodio 25

Lirica di: Yuko Ebine
Composta da: Nobuo Uematsu
Arrangiata da: Takahiro Ando
Cantata da: Kana Ueda

## Eredità

### Seguiti
L'incompleta storia di Final Fantasy: Unlimited viene ampliata notevolmente da prodotti d'altro genere, qui elencati in ordine cronologico.
- The Bonds of Two (双の絆?, Sou no Kizuna), un romanzo che esplora la storia secondaria dell'episodio dodicesimo della serie televisiva.
- Final Fantasy: Unlimited Before, un Drama CD che analizza con molti flashback la distruzione, dettagliata, del mondo di Kaze e Makenshi.

FF:U Before fu encomiato per la qualità dello scritto.
- Final Fantasy: Unlimited After è uno scartafaccio contenente un manga di 32 pagine ed un copione di 120 pagine. Pubblicato nel 2002 dalla DigiCube, interessa il ritorno dei due gemelli, protagonisti dell'anime, nel loro mondo, rivela il passato di Lisa ed introduce il nuovo antagonista dietro il Gaudium: Soljashy.
- After Spiral, una serie di romanzi web pubblicata dal sito ufficiale di FF:U (ormai non più disponibile). Le prime di queste novelle rivelano il passato di Makenshi, mentre il resto descrive l'incontro tra gli eroi e Soljashy sulla Sado Island, l'isola sulla quale Ai e Yu si sono riuniti con il loro amico Touya Satomi.
- Final Fantasy: Unlimited After 2 è un altro radio drama e tratta dell'attacco finale dei Comodeen a danno del Gaudium e conclude il conflitto tra Lisa e Soljashy, nonostante molte siano le questioni insolute.